# Cuthbert Orde
Cuthbert Julian Orde, né le 18 décembre 1888 à Great Yarmouth et mort le 19 décembre 1968, est un artiste et un pilote de la Première Guerre mondiale. Il est surtout connu pour son art de la guerre, en particulier ses portraits de pilotes alliés de la bataille d'Angleterre.

## Biographie

### Naissance est ascendants
Cuthbert Orde, né le 18 décembre 1888 à Great Yarmouth dans le Norfolk, est le deuxième d'une fratrie de cinq enfants,. Il fréquente le Framlingham College de 1902 à 1907.
Ses parents sont Sir Julian Walter Orde (14 janvier 1861-17 juin 1929) et Alice Georgiana Orde (1862-1945), fille de Frederick Archdale de Baldock, Hertfordshire.
Sir Julian est pendant longtemps - d'au moins 1903  jusqu'en 1914  - secrétaire de l'Automobile Club of Great Britain and Ireland (appelé aujourd'hui Royal Automobile Club). En réaction à la loi sur les voitures à moteur de 1903, qui porte la limite de vitesse à seulement 20 mph, il se rend en 1904 sur l'île de Man où, avec la permission de son cousin le gouverneur, il commence les courses TT. Il est également l'un des premiers membres du Royal Aero Club du Royaume-Uni, siégeant dans ses comités dès 1909. Cela a peut-être inspiré ses fils à rejoindre le Royal Flying Corps.
La famille a une forte tradition militaire remontant à plusieurs siècles. L'arrière-grand-père de Cuthbert Orde est le major-général James Orde.

### Carrière militaire
Cuthbert Orde sert tout au long de la Première Guerre mondiale, débutant en tant que second lieutenant dans l'Army Service Corps le 15 août 1914.
Il est lieutenant lorsqu'il se qualifie comme pilote pour le Royal Flying Corps dans un biplan Maurice Farman le 10 mai 1916. Par conséquent, le 10 juin 1916, il est promu de Flying Officer (Observer) à flying officer.
Le 1er août 1917, il est promu flight commander. Parce qu'il a servi au début de la guerre, il reçoit l'étoile de 1914. Il est capitaine au moment de sa demande de médaille en décembre 1917. Son adresse personnelle pour la livraison de la médaille est indiquée comme étant à Apsley House, Piccadilly - la maison de son beau-père à Hyde Park Corner.
Il reçoit le grade de major temporaire le 16 août 1918. Il renonce à sa commission le 15 janvier 1919 pour des raisons de santé, et conserve le grade de capitaine.
Ses deux frères, Herbert Walter Julian et Michael Amyas Julian, servent pendant la guerre et meurent tous les deux dans une période de cinq ans.

### Carrière artistique
Tout au long de sa vie, Cuthbert Orde s'identifie fortement comme un artiste. Au début des années 1920, il a un atelier de peinture à Paris. Ses inscriptions dans les annuaires téléphoniques pendant quarante ans - de 1929 à sa mort en 1968 - le désignent comme « Orde, Cuthbert ; Artiste ».
Dans son livre Pilots of Fighter Command: Sixty Four Portraits, Cuthbert Orde écrit un essai expliquant les circonstances de ses portraits de pilotes de la Seconde Guerre mondiale.
Étant engagé pour produire des illustrations de stations de bombardement au cours de l'été 1940, l'Air commodore Harald Peake du ministère de l'Air  voit certains des dessins de Cuthbert Orde et est impressionné par ses portraits. C'est l'apogée de la bataille d'Angleterre et l'attention du public est focalisée sur les pilotes de chasse. Peake demande à Orde de réaliser un grand nombre de portraits d'eux. Orde accepte avec enthousiasme et, début septembre, il se met au travail.

On ne sait pas exactement combien de portraits il a dessiné pendant l'année qu'il a passée au sein du RAF Fighter Command. Certaines sources mentionnent jusqu'à 300, bien qu'Orde n'en énumère que 160 dans son livre Pilots of Fighter Command . Ce qui est clair, c'est qu'il n'a dessiné qu'une petite fraction de « The Few ».
En aucun cas je n'ai choisi moi-même le modèle. Il était choisi soit par le quartier général du groupe, soit par le commandant de la station et, en général, on en choisissait quatre ou cinq dans chaque escadron, les quatre ou cinq qui étaient considérés comme les plus valeureux. Il s'agissait donc pour eux d'une mention dans les dépêches, je n'étais que le scribe qui rédigeait la dépêche.
Consacrant environ deux heures par image, Orde dessine des hommes dont les noms deviennent familiers à ceux qui s'intéressent à l'histoire de la bataille ; Douglas Bader, Sailor Malan, Robert Stanford Tuck, Johnnie Johnson, Archie McKellar, John Freeborn. Il crée généralement des images monochromes des hommes en utilisant du charbon de bois et de la craie blanche, bien que certains portraits en couleur sont peints, dont celui de Bob Stanford Tuck et un second portrait de Sailor Malan.
Lorsqu'il dessine la crème des pilotes, les noms et les uniformes deviennent rapidement obsolètes, car les sujets sont promus et décorés. En terminant son dessin de Hugh Dundas, Orde plaisante : "J'ai laissé de la place pour le DFC. Les gens que je dessine semblent toujours comprendre." Quatre jours plus tard, Dundas le fait.
Le péril quotidien de la vie de ces hommes est flagrant. Orde affirme que certains choix sont tués avant même qu'il ait l'occasion de les dessiner. Beaucoup meurent peu de temps après l'achèvement de leur portrait. John Drummond est dessiné le 5 octobre 1940, peu de temps après avoir atterri de ce qui s'est avéré être sa dernière mission, et il est représenté avec son blouson d'aviateur au lieu de la tenue d'uniforme qu'Orde représentait habituellement. Il meurt cinq jours plus tard. Cependant, ayant lui-même volé au combat et perdu ses deux frères dans des incidents militaires vingt ans plus tôt, pour Cuthbert Orde, la proximité de la mort n'est pas une nouveauté.
Bien que tous les pilotes sont loués, Cuthbert Orde est clair qu'il y a une élite parmi eux.
« I think a squadron of pilots can be divided into three groups: natural leaders and fighters at the top; then the main body of solid talent containing the germ of leaders of the future, chaps whose qualities will develop with experience; and then I suppose the tail, two or three perhaps, who will never be quite good enough to earn distinction but who nevertheless are pulling their weight for all it may be worth. »
« Je pense qu'un escadron de pilotes peut être divisé en trois groupes : les leaders naturels et les combattants au sommet ; puis le corps principal de talent solide contenant le germe des leaders de l'avenir, des gars dont les qualités se développeront avec l'expérience ; et enfin, je suppose, la queue, deux ou trois peut-être, qui ne seront jamais assez bons pour mériter une distinction mais qui néanmoins tirent leur épingle du jeu pour ce qu'elle peut valoir. »
Malgré cela, il est catégorique sur le fait que les actes extraordinaires des aviateurs sont le fait de gens ordinaires.
« I have often been asked if I have found a definite type of Fighter pilot… I have thought about this a lot, but I feel sure that the answer is "No"… The most striking thing about the Fighter pilots – "operational Fighter pilots", grand title that, isn't it? – is their ordinariness. Just "You, I, Us and Co.", ordinary sons of ordinary parents from ordinary homes.

So when you wonder where they come from, dear reader, whoever you may be, contemplate your own home, your profession and your background, and you have the answer. You have everything in common with them, or at least I hope you have, for they are just people who read the poster that reads "It all depends on YOU". They are not a race apart. »
« On m'a souvent demandé si j'avais trouvé un type précis de pilote de chasse... J'ai beaucoup réfléchi à cette question, mais je suis sûr que la réponse est "non"... Ce qui frappe le plus chez les pilotes de chasse - "pilotes de chasse opérationnels", un grand titre, n'est-ce pas ? - c'est leur banalité. Juste "Vous, Je, Nous et Cie", fils ordinaires de parents ordinaires issus de foyers ordinaires.

Alors quand tu te demandes d'où ils viennent, cher lecteur, qui que tu sois, pense à ton propre foyer, à ta profession et à tes origines, et tu as la réponse. Vous avez tout en commun avec eux, ou du moins je l'espère, car ce ne sont que des gens qui ont lu l'affiche qui dit "Tout dépend de VOUS". Ils ne sont pas une race à part. »

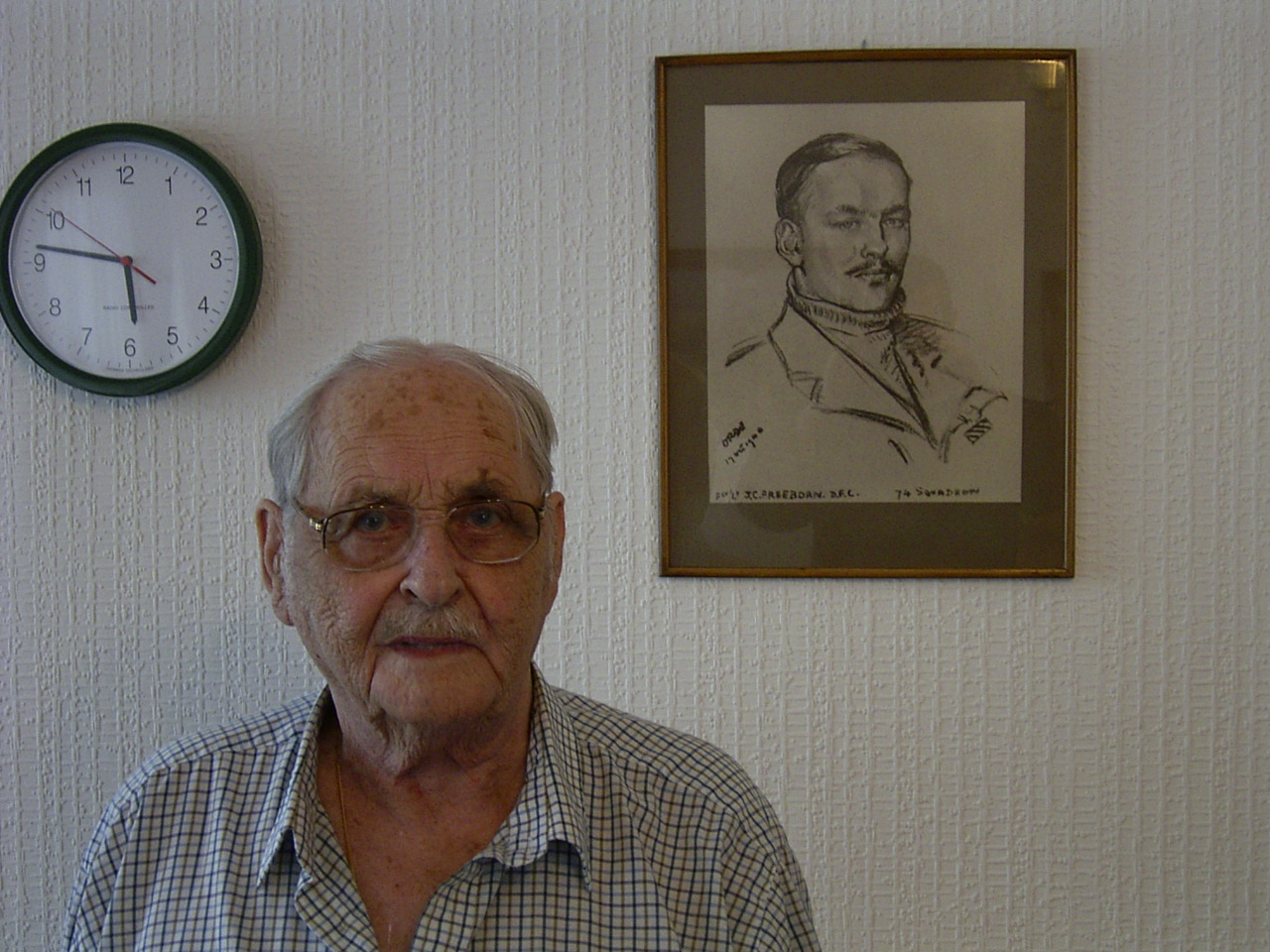
John Freeborn DFC* devant son portrait par Cuthbert Orde, 2004.

Les dessins sont déjà parus dans des magazines avant même la publication du livre, et sont continuellement réimprimés dans une grande variété de publications depuis lors.
Cuthbert Orde reste un artiste professionnel et continue d'accepter des commandes de portraits militaires longtemps après la guerre, comme celui de l'Air chief marshal Sir James Robb en 1958.
Il est le premier peintre membre de la Society of Aviation Artists, crée en 1955. En 1962, une critique de livre dans le magazine Flight déclare : « Cuthbert Orde ... que personne n'a réussi à transmettre plus efficacement le caractère et le courage des pilotes de chasse de la RAF ». Son œuvre fait également partie de l'épreuve de peinture du concours d'art des Jeux olympiques d'été de 1932.

### Mariages et descendants
Cuthbert Orde épouse Lady Eileen Wellesley (13 février 1887-31 octobre 1952), fille d'Arthur Wellesley, 4e duc de Wellington, le 11 septembre 1916 à St Bartholomew-the-Great, Smithfield, Londres. Eileen Orde meurt le 31 octobre 1952, à l'âge de 65 ans. Un an plus tard il épouse Alexandra Dalziel. Elle meurt à Londres près de trente ans après son mari en mai 1997, à l'âge de 89 ans.
Lui et Eileen ont deux enfants. Une fille, Julian, née le 31 décembre 1917. Julian étant un nom courant dans la famille Orde depuis des générations, tant pour les garçons que pour les filles. Une deuxième fille, Jane, naît le 6 mars 1921. La National Portrait Gallery possède plusieurs photographies d'Eileen et des enfants prises en mai 1921.
Julian devient poète, écrivaine et actrice. Elle épouse Ralph Abercrombie à Londres en 1949. Elle meurt en 1974 à l'âge de 56 ans.
Jane épouse David Macindoe (1er septembre 1917-3 mars 1986), vice-recteur d'Eton College, en 1944. Elle meurt le 7 juillet 1995, à l'âge de 74 ans. Le couple a quatre enfants, Peter (mort en bas âge), Sophia, Angus et Catriona.

## Sélection de portraits de la Seconde Guerre mondiale

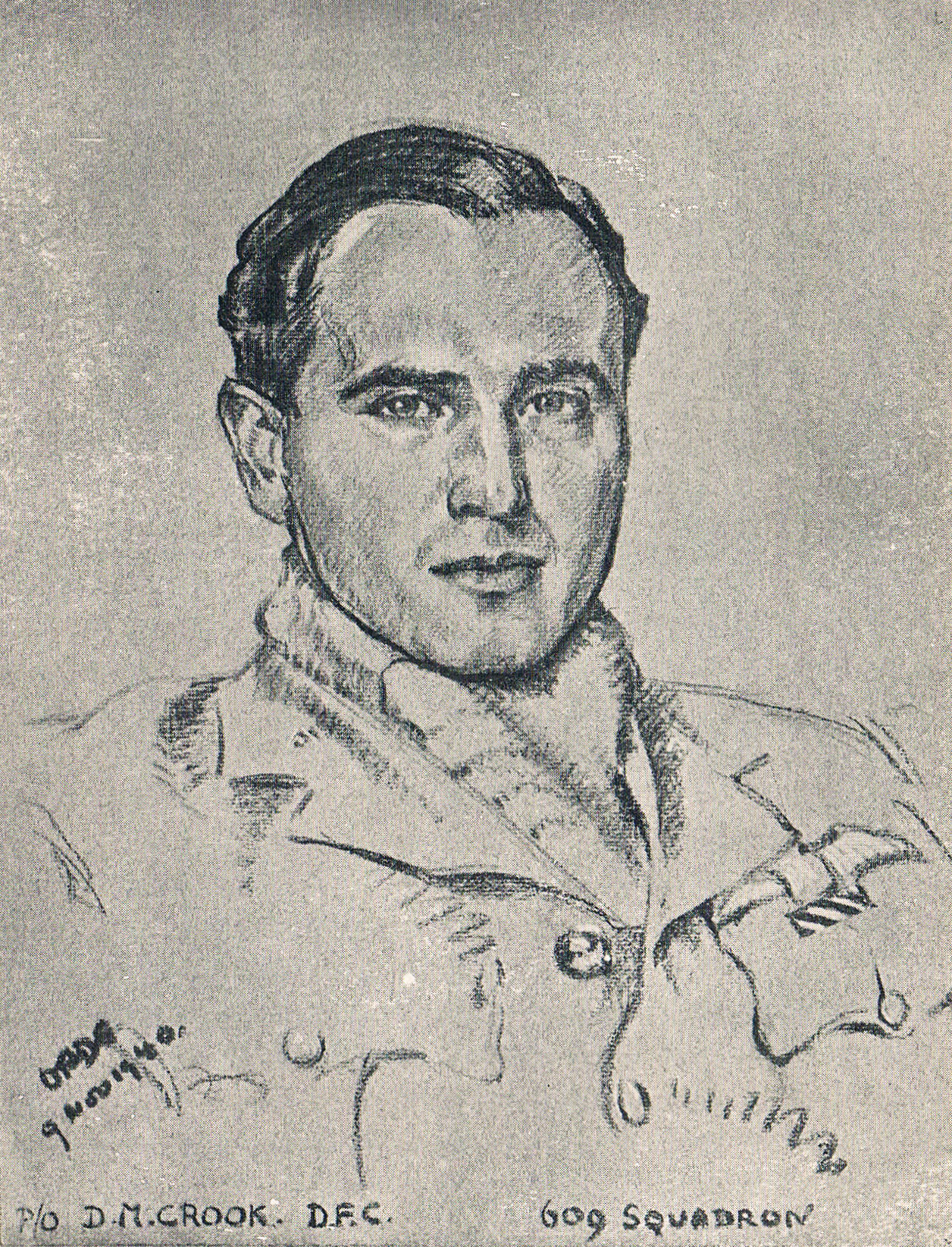
David Moore Crook (en), 1940.
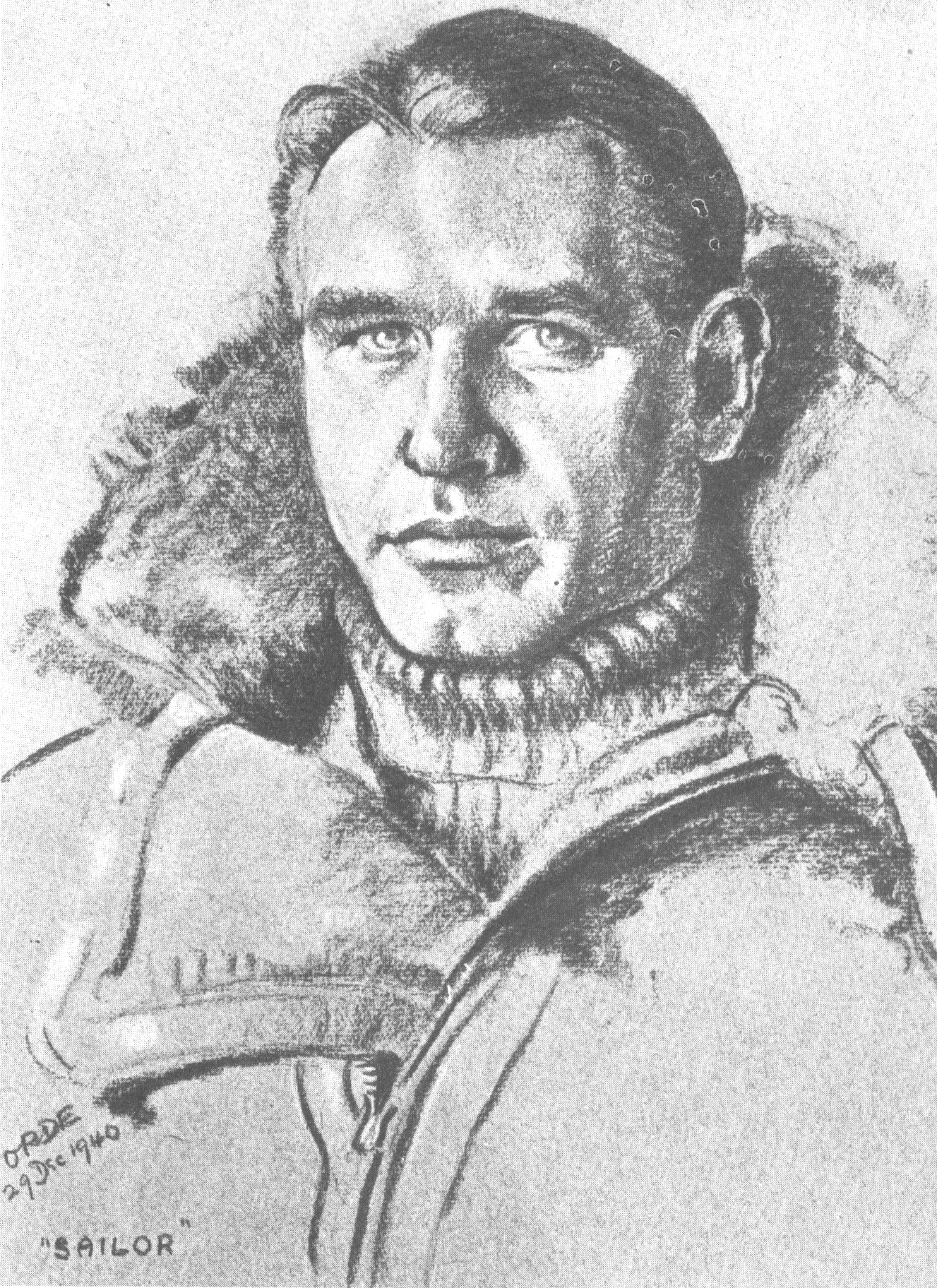
Marin Malan, 1940.
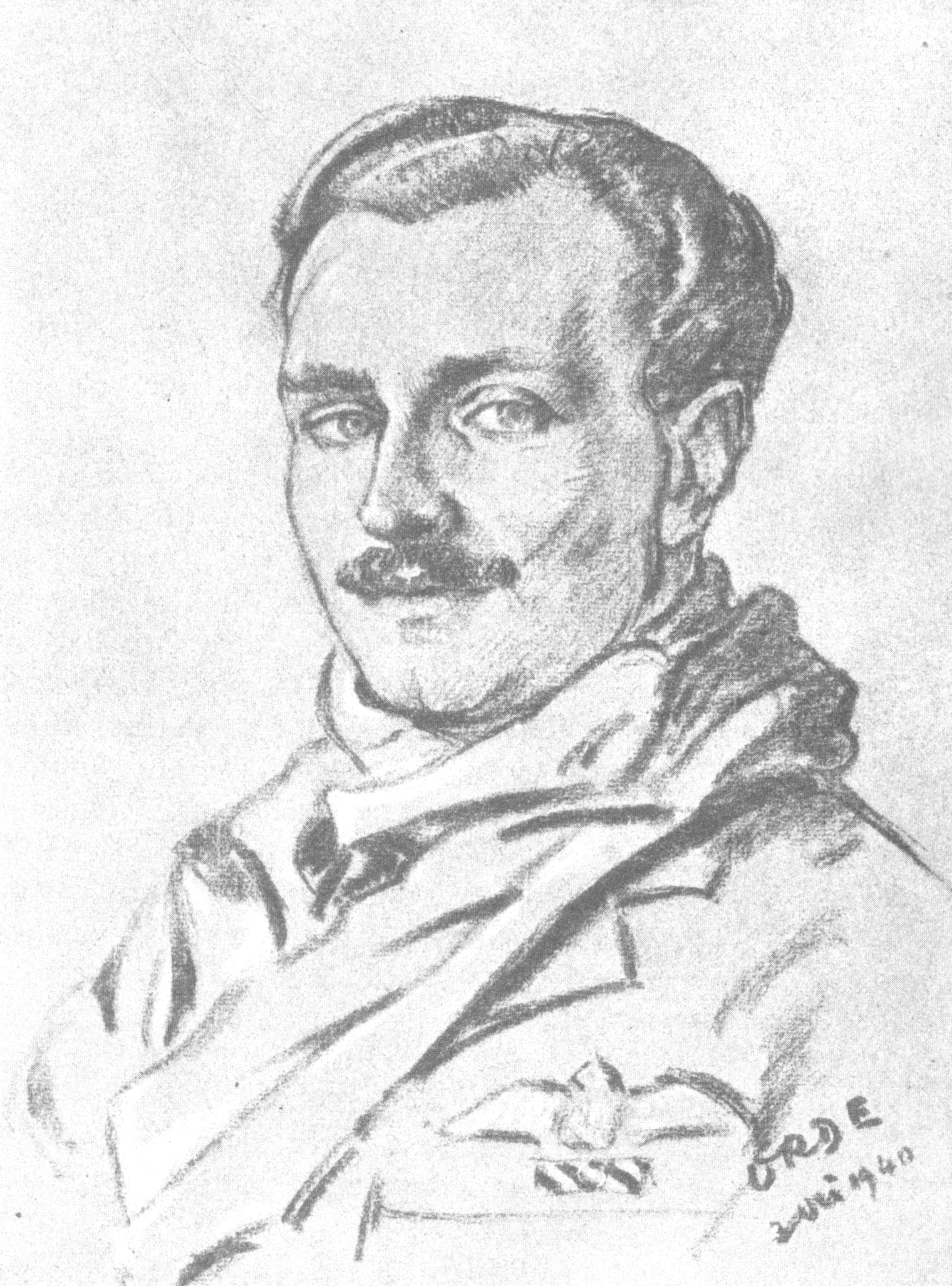
Archie McKellar, 1940.
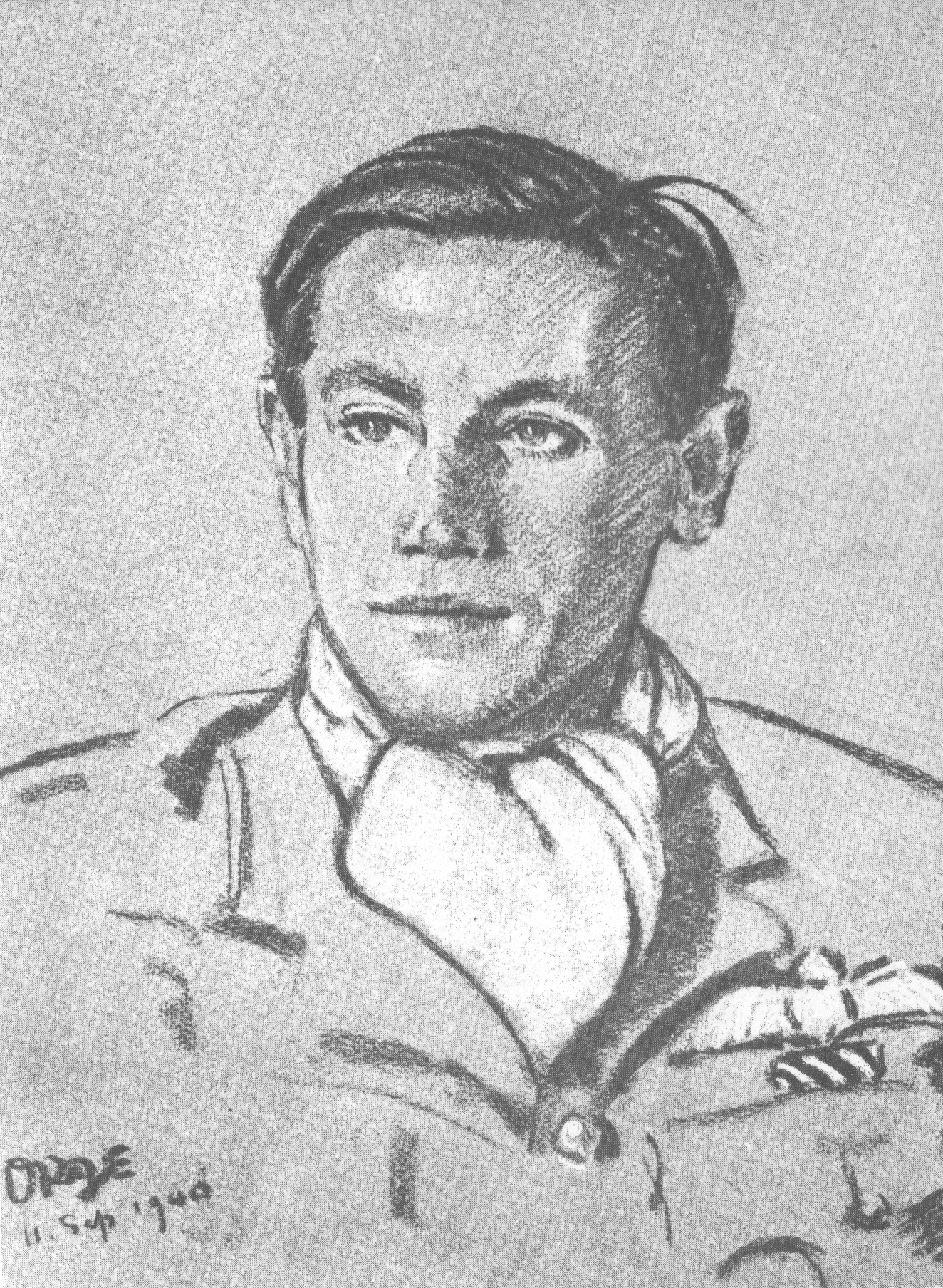
Harold Bird-Wilson (en), 1940.
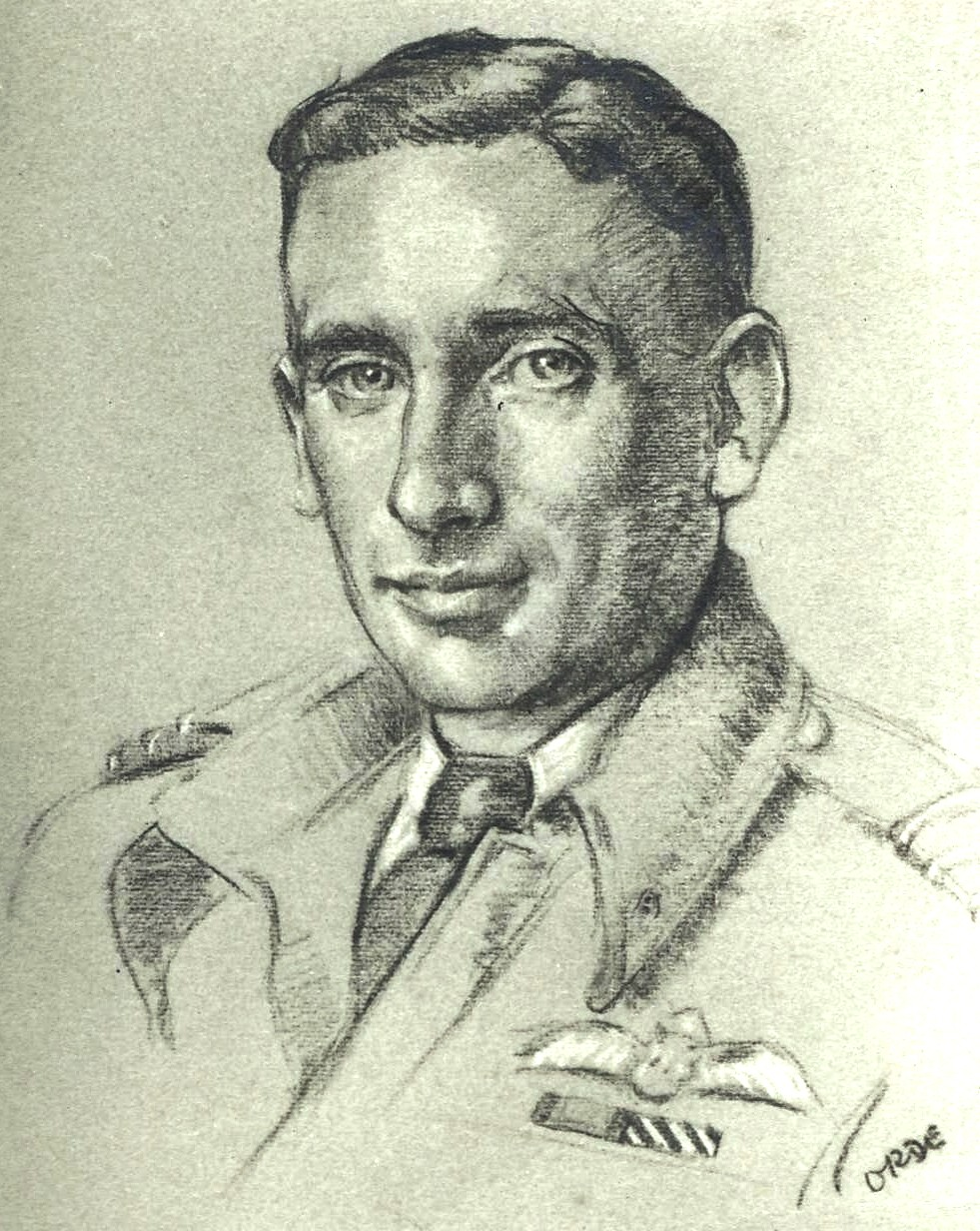
Walter Churchill (en), c1941.
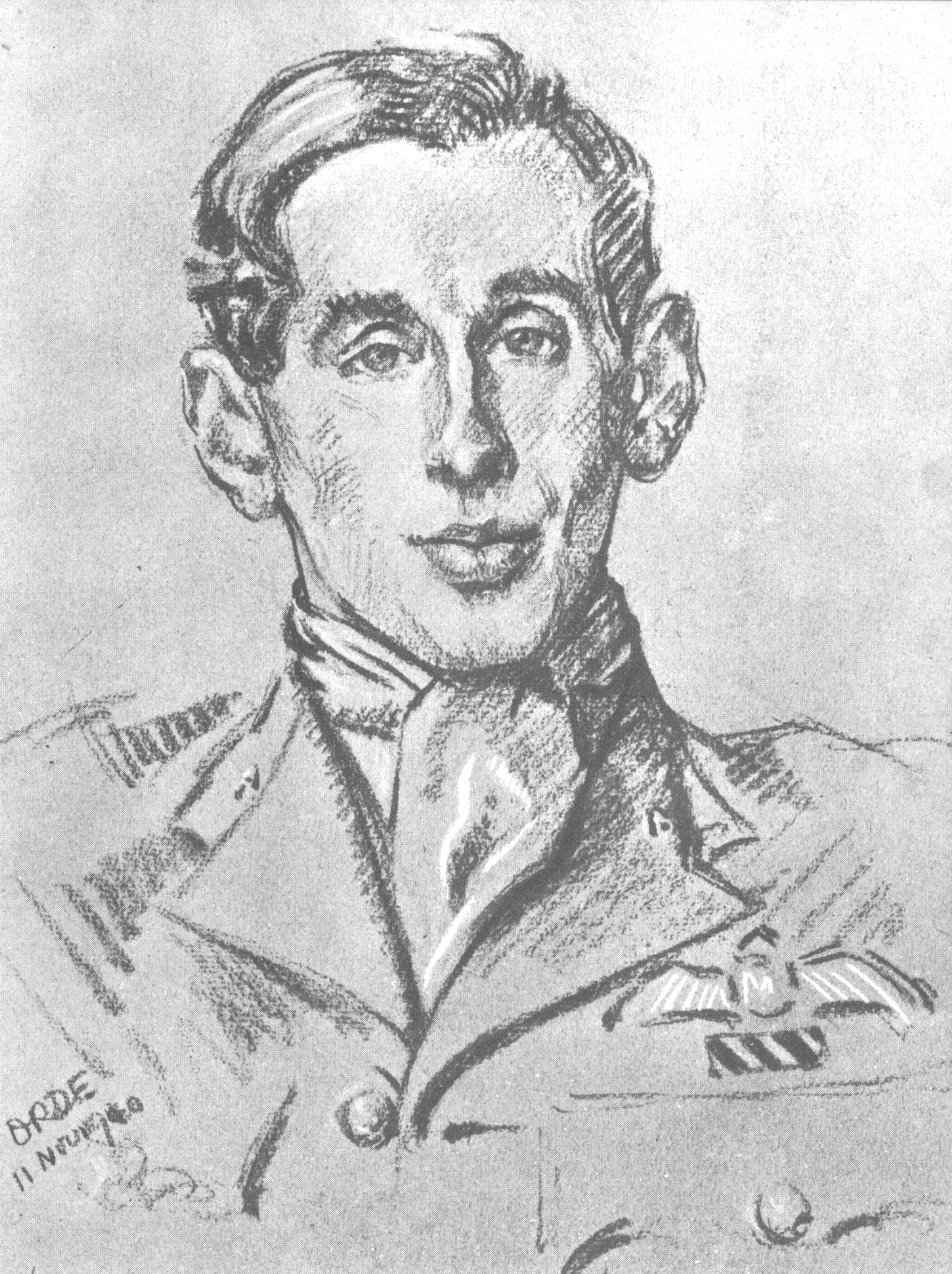
John Dundas (ace) (en), 1940.
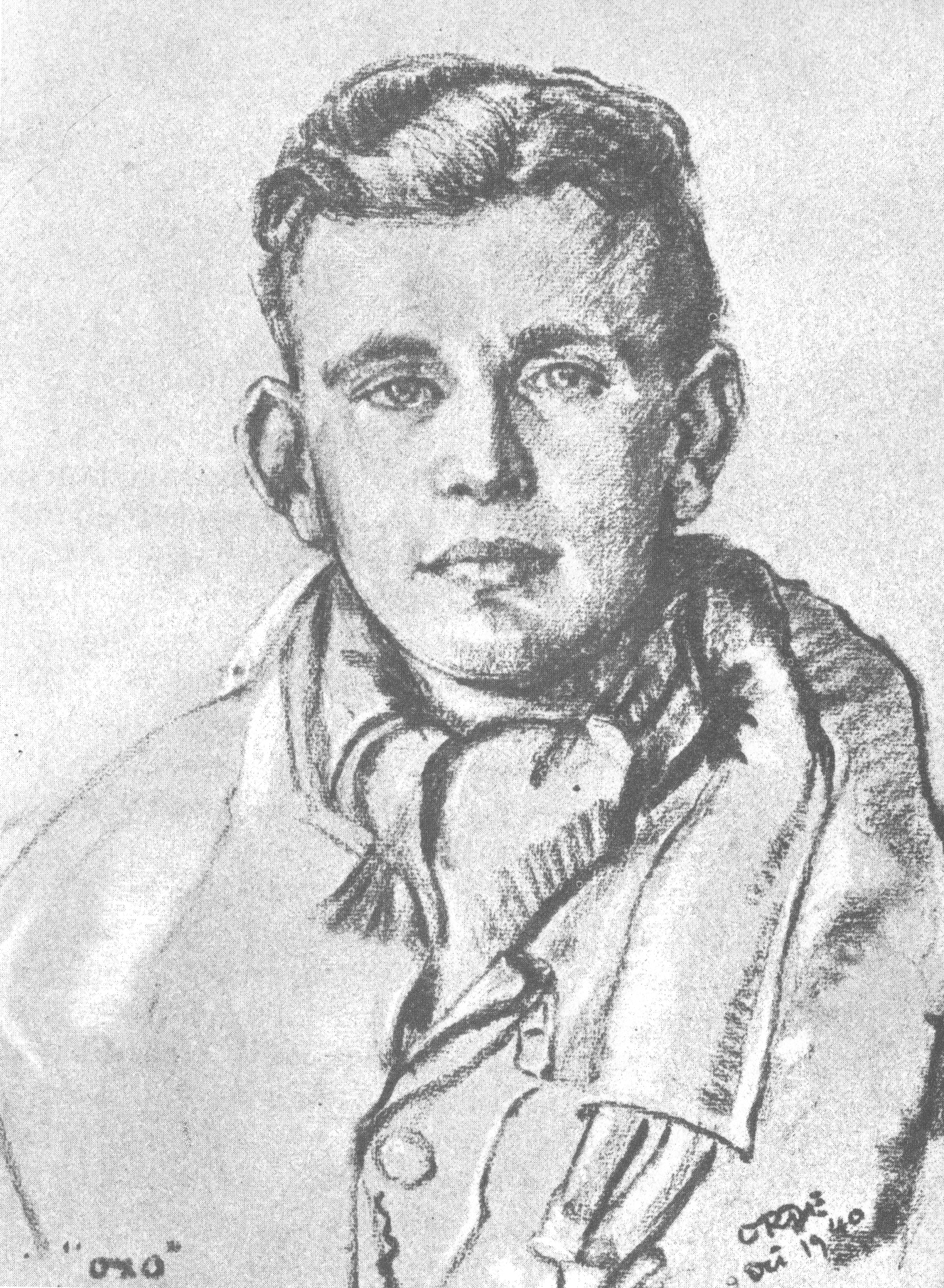
Bobby Oxspring (en), 1940.
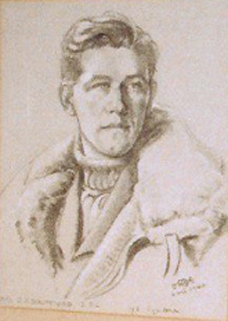
John Fraser Drummond (en), 1940.
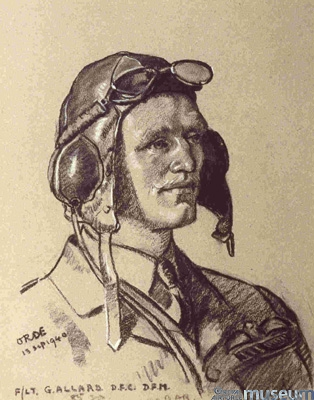
Geoffrey Allard (en), 1940.
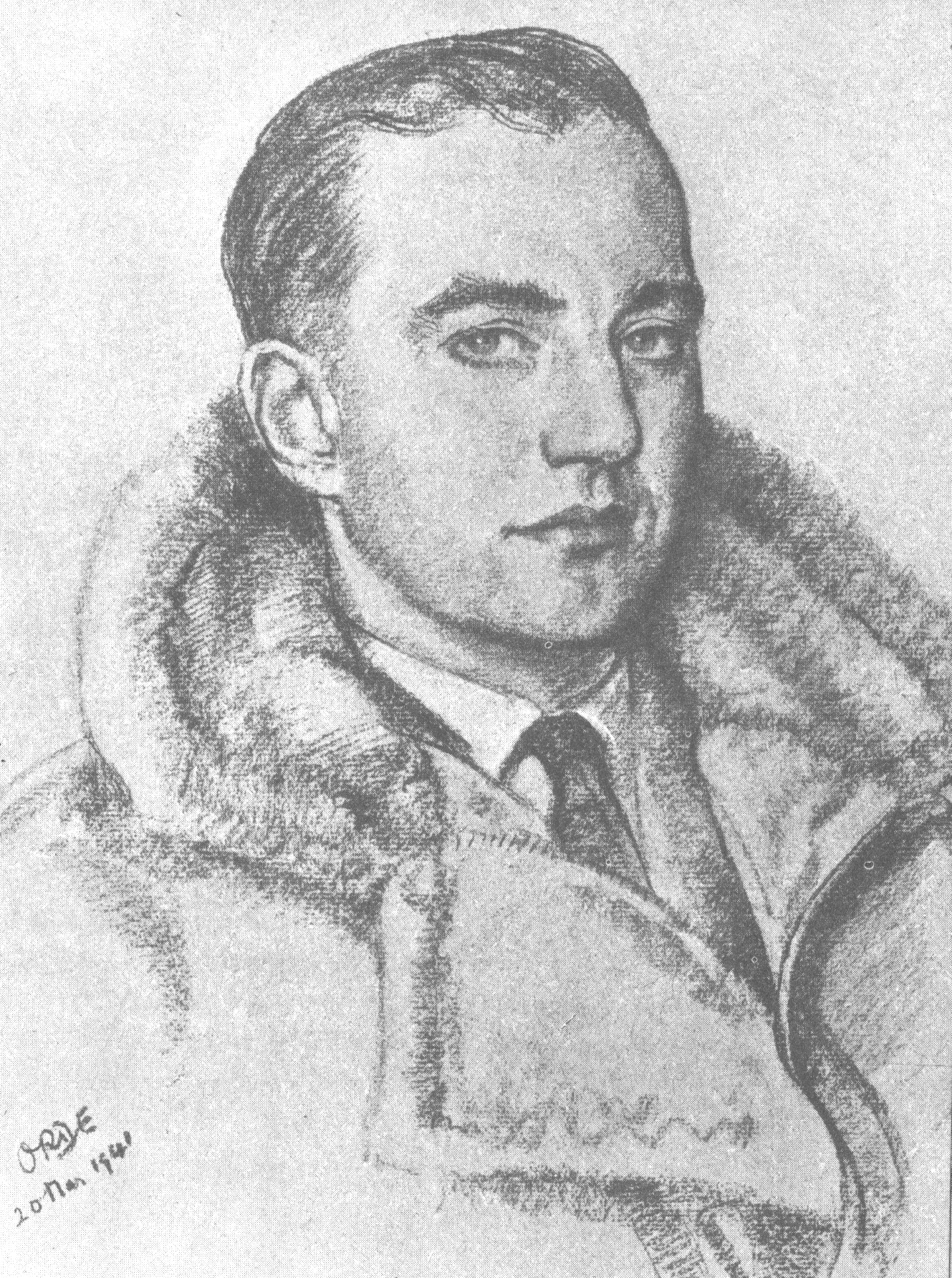
Bord Gerry, 1941.
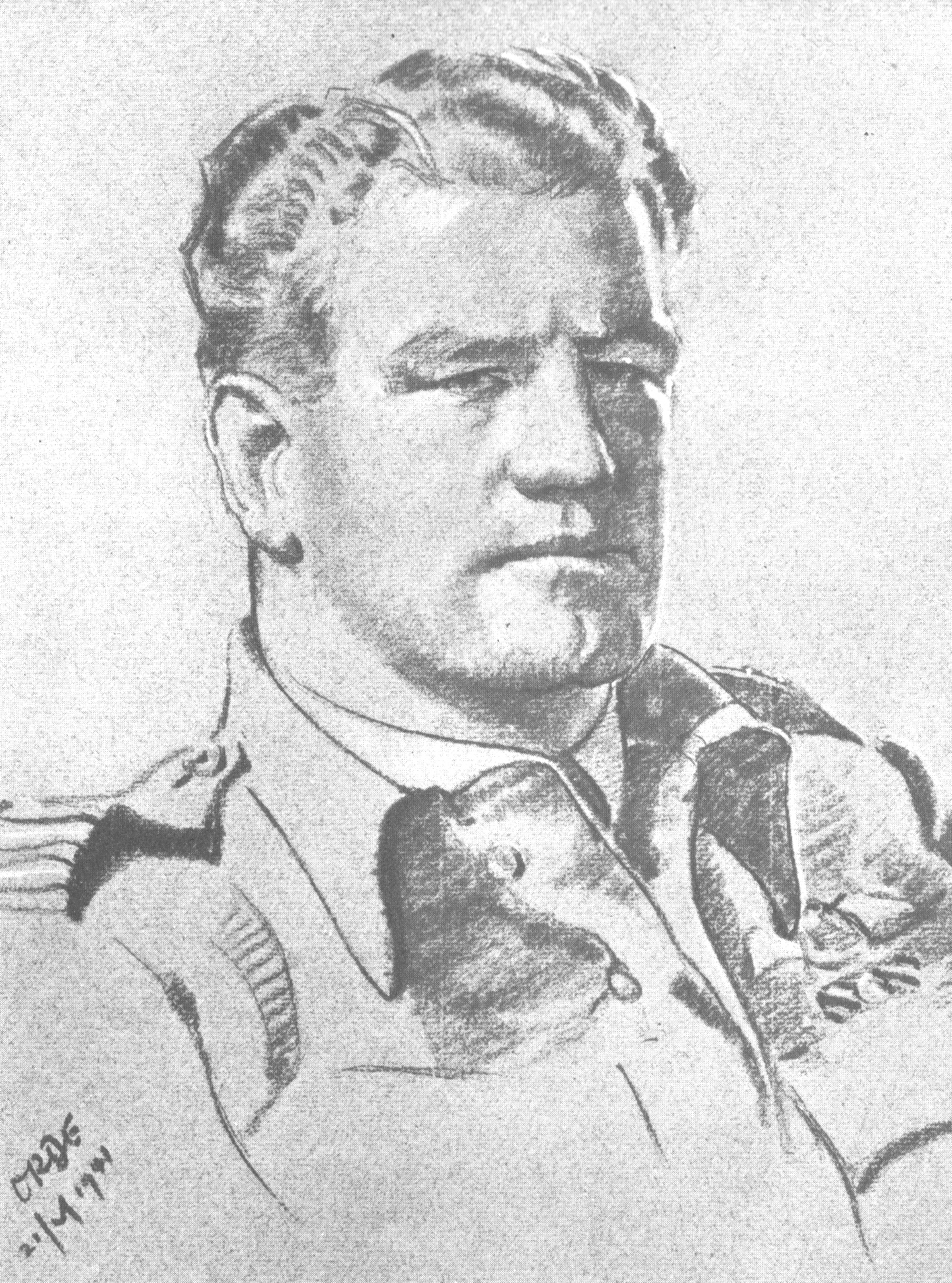
Alan Christopher Deere, 1941.
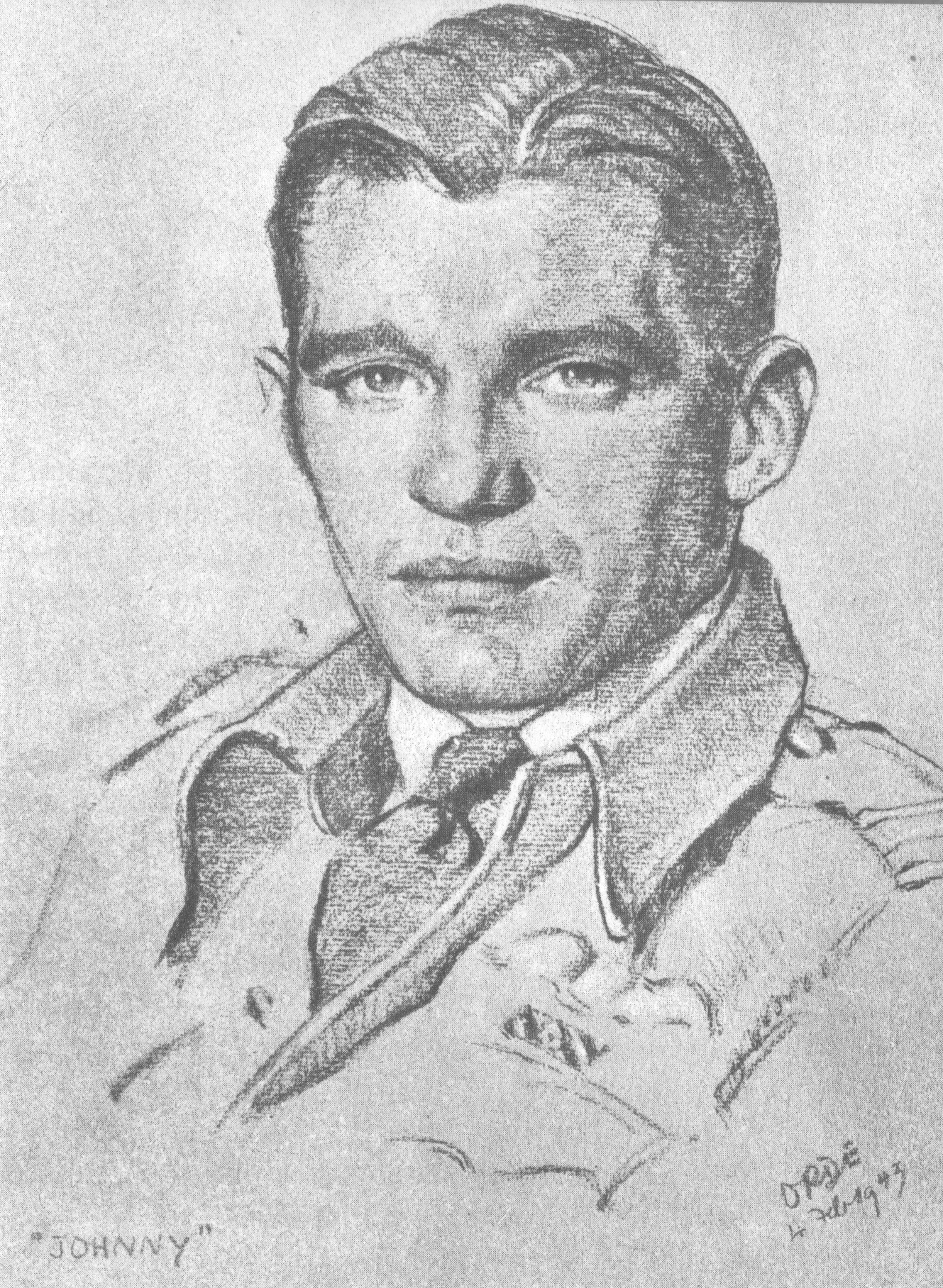
Johnnie Johnson, 1943.
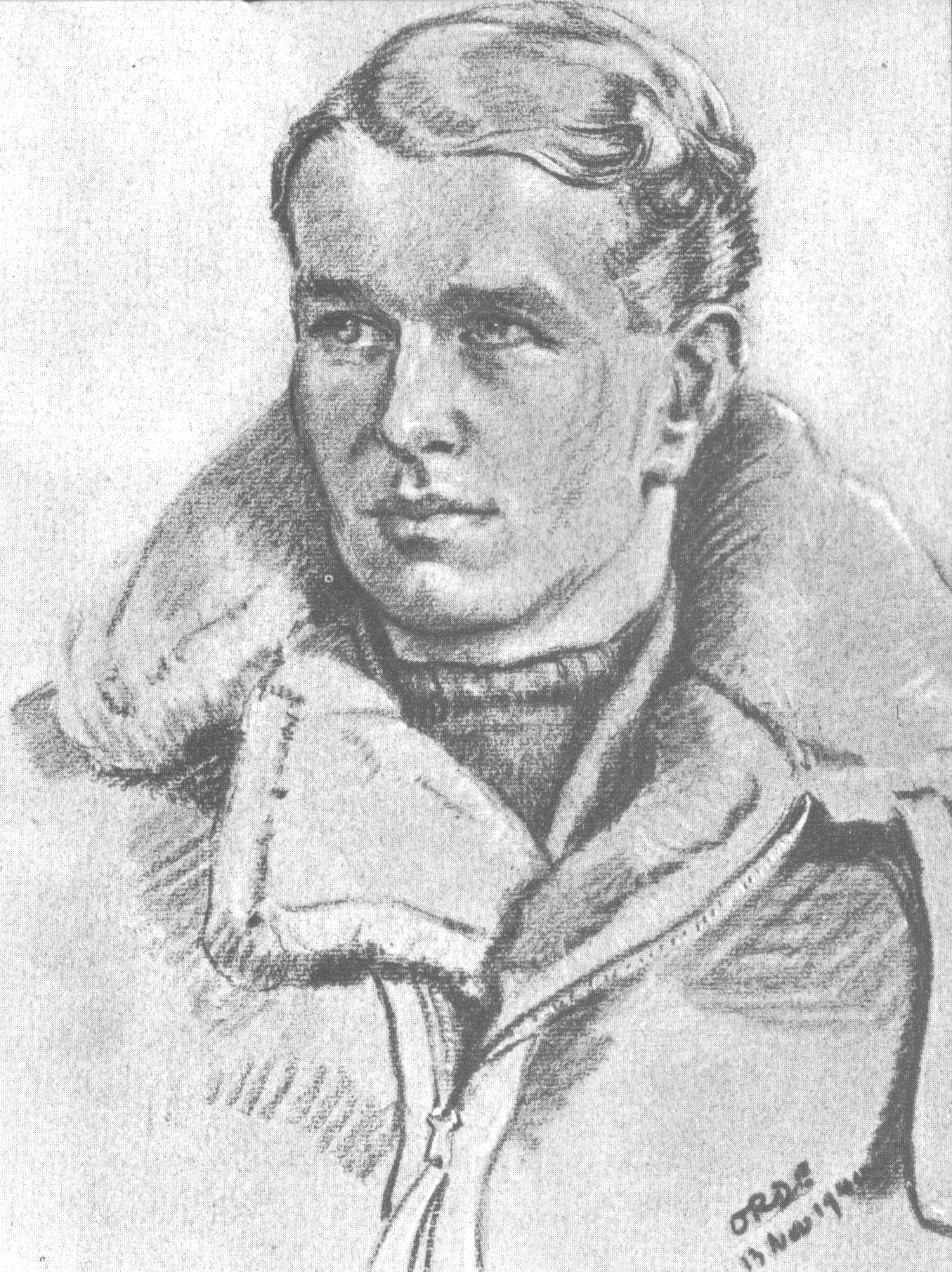
John Cunningham.
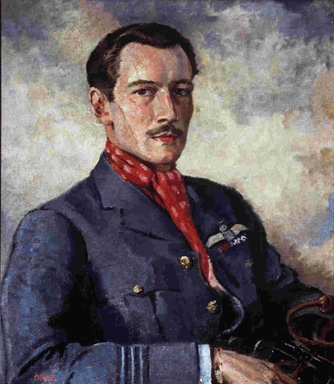
Robert Stanford Tuck, 1941.
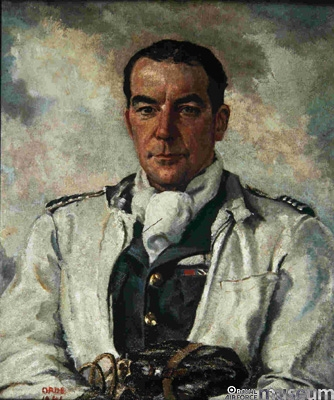
Harry Broadhurst (en), 1941.